# Маргонин
Маргонин (пол. Margonin) — город в Польше, входит в Великопольское воеводство, Ходзеский повят. Имеет статус городско-сельской гмины. Занимает площадь 5,15 км². Население 2941 человек (на 2004 год).

## Личности, связанные с Маргонином
- В Маргонине родился Адам из Вонгровца (Adam z Wągrowca[пол.], ум. 27 августа 1629 г.), знаменитый органист и композитор, один из первых польских авторов эпохи барокко.